# ID - Invaded
ID: Invaded (イド：インヴェイデッド Ido: Inveideddo?) es una serie de anime original producida por el estudio NAZ, dirigida por Ei Aoki, con guion del escritor y novelista Ōtarō Maijō. El 4 de septiembre de 2019 se anunció una adaptación al manga con arte Yūki Kodama. Se estrenó el 5 de enero de 2020.

## Argumento
El anime tiene lugar en un mundo donde los investigadores tienen el poder de aprovechar el inconsciente de un asesino y ver partes fragmentadas de su psique. Esto se conoce como un "pozo de identificación", un plano mental que se puede ingresar digitalmente para recopilar pistas sobre el asesino, las víctimas, escenas del crimen e incluso motivos. A medida que uno atraviesa un pozo de identificación, sus imágenes y acciones aparecen como proyecciones digitales en el mundo real para que los investigadores las analicen en tiempo real.
La historia sigue las investigaciones de Akihito Narihisago, también conocido como Sakaido, un famoso detective que ahora está en prisión, a quien se le asigna la tarea de sumergirse en los pozos de identificación de varios asesinos en serie. viviendo aventuras dentro de la mente y pensamientos lejanos de los asesinos tratando de averiguar la escena del crimen

## Personajes
Akihito Narihisago (鳴瓢 秋人 Narihisago Akihito?)
 Seiyū: Kenjirō Tsuda

Funetaro Momoki (百貴 船太郎 Momoki Funetarō?)
 Seiyū: Yoshimasa Hosoya
Koharu Hondomachi (本堂町 小春 Hondomachi Koharu?)
 Seiyū: Mao Ichimichi
Sarina Togo (東郷 紗利奈 Togo Sharina?)
 Seiyū: Sarah Emi Bridcutt
Takuhiko Hayaseura (早瀬浦 宅彦 Hayaseura Takuhiko?)
 Seiyū: Manabu Muraji
Sennosuke Shiratake (白岳 仙之介 Shiratake Sennosuke?)
 Seiyū: Takashi Kondō
Masamune Habutae (羽二重 正宗 Habutae Masamune?)
 Seiyū: Shuuhei Iwase
Kazuo Wakashika (若鹿 一雄 Wakashika Kazuo?)
 Seiyū: Junya Enoki
Shirou Kokufu (国府 司郎 Kokufu Shirō?)
 Seiyū: Wataru Katō
Tsukimaru Nishimura (西村 月丸 Nishimura Tsukimaru?)
 Seiyū: Fukushi Ochiai
Kokuryu Matsuoka (松岡 黒龍 Matsuoka Kokuryū?)
 Seiyū: Rintarō Nishi
Tamotsu Fukuda (富久田 保津 Fukuda Tamotsu?)
 Seiyū: Ryōta Takeuchi
Kiki Asukai (飛鳥井木記 Asukai Kiki)
Seiyū: Yume Miyamoto

## Producción y lanzamiento
El 4 de julio de 2019, Kadokawa anunció una nueva serie original de anime dirigida por Ei Aoki y escrita por el novelista Ōtarō Maijō. Atsushi Ikariya está a cargo del diseño de los personajes, mientras que U/S de la composición de la música.  La serie se estrenó el 5 de enero de 2020 en Tokyo MX, BS11, TVA, KBS y SUN, con el primer episodio como un especial de una hora. Sou interpreta el tema de apertura de la serie Mister Fixer y Miyavi el tema de cierre Other Side.
Los primeros dos episodios fueron preestrenados el 15 de diciembre de 2019 e FunimationNow, Hulu y Wakanim, y el 16 de diciembre en AnimeLab. Tras la adquisición de Crunchyroll por parte de Sony, la serie se trasladó a Crunchyroll obteniendo la licencia de la serie fuera de Asia.
El 1 de septiembre de 2021, Funimation anunció que la serie recibió un doblaje en español latino, que se estrenó el 30 de septiembre. Tras la adquisición de Crunchyroll por parte de Sony, el doblaje se trasladó a Crunchyroll.